# Zöld erdőben, zöld mezőben lakik egy madár
A Zöld erdőben, zöld mezőben lakik egy madár kezdetű magyar népdalt Kodály Zoltán gyűjtötte a Nyitra vármegyei Menyhén 1909-ben.
Dallamára énekelhető a 23. és a 80. zsoltár.
Feldolgozások:
| Szerző            | Mire               | Mű                                                          | Előadás |
| ----------------- | ------------------ | ----------------------------------------------------------- | ------- |
| Vásárhelyi Zoltán | két egynemű szólam | Erdő-mező, 1. kotta                                         |         |
| Kodály Zoltán     | gyermekkar         | Hét könnyű gyermekkar, 7. darab                             | [ 4 ]   |
| Kodály Zoltán     | ének, zongora      | Magyar népzene énekhangra és zongorára IV. kötet, 21. darab | [ 5 ]   |
| Weiner Leó        | zongora            | Magyar népi muzsika, 6. darab                               | [ 6 ]   |
| Gárdonyi Zoltán   | négykezes zongora  | Bújj, bújj, zöld ág, 14. darab                              |         |

## Kotta és dallam
Zöld erdőben, zöld mezőben, zöld erdőben, zöld mezőben lakik egy madár.

Kék a lába, zöld a szárnya, kék a lába zöld a szárnya, jaj be gyöngyen jár.

Várj, madár, várj, te csak mindig várj, míg az Isten megengedi, tied leszek már.

## Felvételek
- Zöld erdőben, zöld mezőben. Csóka Anita  YouTube (2015. március 19.)  (Hozzáférés: 2016. április 23.) (audió)
- Zöld erdőben, zöld mezőben. cimbalom.nl (Hozzáférés: 2016. április 23.) (audió) arch
- Canti del mulino I-II. Meskó Ilona  YouTube (2007)  (Hozzáférés: 2016. április 23.) (audió) 3:30-tól.
- Zöld erdőben, zöld mezőben. Márványos Tamburazenekar  YouTube. Besnyő (2015)  (Hozzáférés: 2016. április 23.) (audió)